# Třída San Giorgio
Třída San Giorgio je třída výsadkových lodí kategorie Amphibious Transport Dock, stavěných pro Italské námořnictvo loděnicí Fincantieri. Celkem byly pro Italské námořnictvo postaveny tři jednotky této třídy. Všechny jsou stále v aktivní službě a mají základnu v Brindisi. Loděnice Fincantieri postavily výsadková loď alžírského námořnictva Kalaat Béni Abbès (474) a výsadková loď katarského námořnictva Al Fulk (L141), obě také vychází z konstrukce San Guisto.

## Stavba
Italská loděnice Fincantieri v Riva Trigoso u Janova postavila celkem tři jednotky této třídy. Do služby byly přijaty v letech 1988–1994.
Jednotky třídy San Giorgio:
| Jméno               | Zahájení stavby | Spuštěna na vodu | Vstup do služby | Status  |
| ------------------- | --------------- | ---------------- | --------------- | ------- |
| San Giorgio (L9892) | 27. května 1985 | 21. února 1987   | 13. února 1988  | aktivní |
| San Marco (L9893)   | 26. března 1985 | 10. října 1987   | 6. května 1989  | aktivní |
| San Giusto (L9894)  | 19. srpna 1991  | 2. prosince 1993 | 11. června 1994 | aktivní |

## Konstrukce

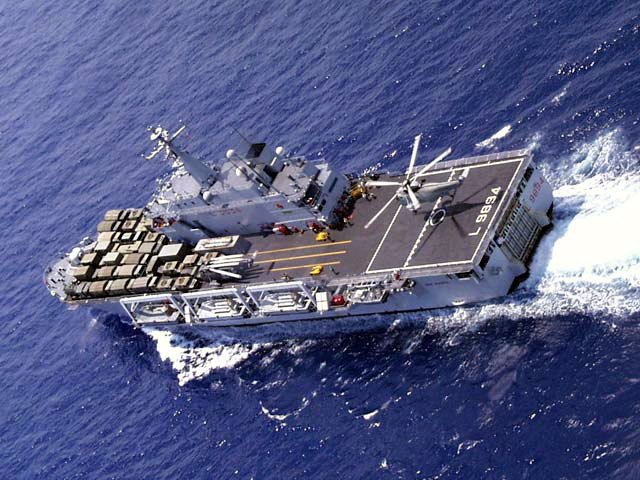
San Giusto (L 9894)

Kapacita lodí je až 500 vojáků s plnou výzbrojí, včetně 30 tanků či 36 obrněných vozidel. Lodě mají průběžnou letovou palubu s můstkem na pravoboku. Na palubě nesou tři vrtulníky Sea King SH-3D či pět menších typu AB-212. Podpalubní hangár o rozměrech 100×20,5 metru, ale je určený pouze pro vozidla a náklad. Do hangáru se vstupuje pomocí příďových vrat, bočním nákladovým otvorem a výtahem, který hangár spojuje s letovou palubou. Na zádi lodí je umístěn palubní dok pro vyloďovací čluny, který pojme tři čluny LCM (6) s nosností 30 tun. Na palubě jsou pak převáženy též tři menší čluny LCVP a malý motorový člun.
San Marco má oproti ostatním rozšířené zdravotnické prostory a je vhodná pro nasazení v místech přírodních katastrof. San Giusto, nemá příďová vrata, ale má zvětšenou nástavbu, mírně větší výtlak, všechny čluny LCVP na levoboku a je modifikována pro úlohu cvičné lodi (v době míru).
Hlavňovou výzbroj tvoří jeden 76,2mm/62 kanón OTO Melara ve věži na přídi a dva 25mm automatické kanóny Oerlikon KBA. Lodě pohánějí dva diesely GMT A420, díky kterým mohou plout rychlostí až 21 uzlů. Dosah je 7 500 námořních mil při 16 uzlech.